# Bahrajn na Letnich Igrzyskach Olimpijskich Młodzieży 2010
Bahrajn na Letnich Igrzyskach Olimpijskich Młodzieży w Singapurze w 2010 reprezentować będzie 4 sportowców w 2 dyscyplinach.

## Skład kadry

### Lekkoatletyka
- Ali Omar Abdulla Al Doseri
- Faisal Jasim Mohammed Mohamed

### Taekwondo
- Ebrahim Ahmed
- Sara Sadeq